# Amadeus Horse Indoors
Die Amadeus Horse Indoors ist eine seit 2006 stattfindende internationale Pferdesportveranstaltung in der Salzburgarena und im Messezentrum Salzburg. Im Jahr 2012 gehörte das Turnier erstmals der höchsten Turnierkategorie in Dressurreiten an (CDI 5*). Zudem wird eine Weltcupprüfung im Voltigieren und internationale Springprüfungen CSI 4*, CSIU25-A) durchgeführt.

## Geschichte
Bei der Premiere war das Turnier als internationales Springreitturnier der Kategorie CSI 2* ausgeschrieben. Im Folgejahr wurde das Preisgeld erhöht, es wurde ein CSI 3* sowie ein internationales Dressurturnier der Kategorie CSI 3* durchgeführt. Von diesem Jahr an bis 2013 war ein örtliches Automobilhandelsunternehmen, die Pappas-Gruppe, Namenssponsor des Turniers. Von 2014 bis 2016 übernahm Edelsteinmanufaktur Mevisto das Namensponsoring, der vollständige Name des Turniers lautete Mevisto Amadeus Horse Indoors. Seit 2020 ist die Neuro Socks GmbH Namenssponsor des Turniers (neuro socks Amadeus Horse Indoors).
In Folge wuchs das Turnier zur umfangreichsten Pferdesportveranstaltung Österreichs. Ab dem Jahr 2008 wurden Dressur- und Springreiten auf internationalen 4*-Niveau ausgetragen. Seit 2007 macht der European Youngster Cup Station in Salzburg, 2012 wurde hier erstmals das Finale ausgetragen. Erstmals 2009 gastierten die Voltigierer in Salzburg, ein Jahr später war Salzburg bereits Station des neu gegründeten Voltigier-Weltcups.
Im Jahr 2012 waren die Amadeus Horse Indoors das erste Turnier in Österreich überhaupt sein, bei dem Dressurprüfungen als CDI 5* ausgeschrieben waren. Seit 2015 macht die Westeuropaliga des Dressurweltcups Station in Salzburg.
Seit Jahren umfasst das Programm in Salzburg neben Prüfungen für Profisportler auch Prüfungen für den reiterlichen Nachwuchs in Dressur in Springen sowie Amateur-Springprüfungen. Während der COVID-19-Pandemie fanden die Amadeus Horse Indoors mit kleinerem Programm, ohne Zuschauer und um einige Wochen verschoben im Jänner 2021 statt. Sie waren damit aber eines der wenigen großen Hallenreitturnieren in Europa, die im Winter 2020/2021 überhaupt ausgerichtet wurden. 

## Das Turnier
Die Amadeus Horse Indoors fanden zunächst im Oktober, zu Beginn der Hallensaison, statt. Ab dem Jahr 2010 wurde das Turnier auf Anfang Dezember verlegt. Erster Turniertag ist jeweils Donnerstag, die Veranstaltung setzt sich bis zum Sonntagabend fort.
Die Hauptprüfungen des Turniers finden in der Salzburgarena statt. Daneben gibt es weitere Austragungsplätze in den angrenzenden Messehallen. Neben dem Pferdesport findet in den Messehallen parallel eine Messe für Pferde- und Hundesport, die auch Themen abseits des Sports umfasst statt.
Des Weiteren gibt es Schaunummern, Polo, Horseball und Agility-Wettbewerbe.

## Hauptprüfungen

### Dressur
In der Dressur werden mehrere Prüfungen auf Grand Prix-Niveau ausgetragen. Hauptprüfungen sind der Grand Prix Spécial und die Grand Prix Kür, für die jeweils ein Qualifikation-Grand Prix de Dressage durchgeführt wird. Bis 2010 wurde nur ein Grand Prix de Dressage ausgetragen, der als Qualifikation für beide Hauptprüfungen diente.

#### Grand Prix Spécial
Der Grand Prix Spécial wurde am Samstagnachmittag durchgeführt. Die Prüfung war 2015 mit 15.000 € dotiert, Sponsor war die Meggle AG.
Sieger:
| - 2007: Ludwig Zierer mit Weltino (69,000 %) - 2008: Holga Finken mit Wunschtraum (69,840 %) - 2009: Marcela Krinke Susmelj mit Corinth (68,292 %) - 2010: Ulla Salzgeber mit Wakana (69,917 %) - 2011: Dieter Laugks mit Weltall VA (76,667 %) - 2012: Victoria Max-Theurer mit Blind Date (73,111 %) - 2013: Marcela Krinke Susmelj mit Molberg (73,938 %) - 2014: Patrik Kittel mit Deja (76,471 %) - 2015: Beatrice Buchwald mit Weihegold OLD (72,667 %) - 2016: Bernadette Brune mit Spirit of the Age OLD (72,647 %) |  |  | - 2017: nicht durchgeführt - 2018: nicht durchgeführt - 2019: Victoria Max-Theurer mit Rockabilly (72,149 %) - 2021 (Jän): Isabell Werth mit DSP Quantaz (77,809 %) |

#### Grand Prix Kür
Abschluss des internationalen Dressurprogramms bildet die Grand Prix Kür, die am Sonntagvormittag stattfindet. Diese Prüfung war im Jahr 2011 mit 11.000 € dotiert. Im Jahr 2015 war die Prüfung erstmals eine Etappe der Westeuropaliga des Dressurweltcups, das Preisgeld erhöhte sich von 28.500 Euro (im Jahr 2014) auf 50.000 Euro.
Sieger:
| - 2007: Victoria Max-Theurer mit Salieri OLD (73,100 %) - 2008: Hubertus Schmidt mit Weltissimo (73,050 %) - 2009: Ulla Salzgeber mit Wakana (74,500 %) - 2010: Peter Gmoser mit Cointreau (71,550 %) - 2011: Anky van Grunsven mit Salinero (79,025 %) - 2012: Victoria Max-Theurer mit Eichendorff (76,775 %) - 2013: Isabell Werth mit El Santo NRW (81,175 %) - 2014: Victoria Max-Theurer mit Blind Date (79,000 %) - 2015: Isabell Werth mit Don Johnson FRH (84,125 %) - 2016: Dorothee Schneider mit Showtime FRH (85,292 %) |  |  | - 2017: Dorothee Schneider mit Sammy Davis Jr. (83,415 %) - 2018: Benjamin Werndl mit Daily Mirror (80,790 %) - 2019: Isabell Werth mit Emilio (85,905 %) - 2021 (Jän): Jessica von Bredow-Werndl mit TSF Dalera BB (87,960 %) |

### Springreiten

#### European Youngster Cup
Der European Youngster Cup (EY-Cup), eine Turnierserie für Reiter bis zum Alter von 25 Jahren, macht seit 2007 Station in Salzburg. Im Jahr 2008 gab es kein Finale der Serie, Salzburg bildete die letzte Station des EY-Cups in diesem Jahr. Das Finale, welches von 2009 bis 2011 beim Festhallen-Reitturnier Frankfurt stattfand, verlegte die Finaletappe im Jahr 2012 zu den Amadeus Horse Indoors.
Im Jahr 2011 wurde die EY-Cup-Wertungsprüfung einmalig im Rahmen eines CSI 2* als U25-Sonderwertung durchgeführt. In diesem Jahr war diese Wertung mit 3500 € dotiert. In den übrigen Jahren wurden gesonderte Prüfungen für die U25-Reiter durchgeführt, die ab 2008 als (internationaler) CSIU25-A ausgeschrieben waren. 2012 wird das EY-Cup-Finale erstmals in Salzburg ausgetragen.
Die Hauptprüfung des EY-Cups bei den Amadeus Horse Indoors ist jeweils eine Springprüfung mit Siegerrunde oder mit Stechen. Die Höhe der Hindernisse betrug bis zum Jahr 2013 1,45 Meter (was einer Prüfung der Klasse S** entspricht), beginnend mit 2014 wurde auf 1,50 Meter erhöht. Das Preisgeld beträgt etwa 24.000 Euro.
Sieger EY-Cup-Springprüfung S**:
| - 2007: Romeo Syfrig mit Usambara - 2008: Theresa Widauer mit Alexa - 2009: Derin Demirsoy mit Surprise - 2010: Maximilian Schmid mit Cuckoo - 2011: George Whitaker mit Tubana - 2012: Antonia Andersson mit Ouganda - 2013: Tobias Meyer mit Seal - 2014: Jana Wargers mit Cornet's Dream - 2015: Alessandra Reich mit U Mijnheer - 2016: Pia Reich mit Quiwi Dream |  |  | - 2017: Florian Dolinschek mit Sunny - 2018: Tobias Schwarz mit La Belle J - 2019: Andrzej Opłatek mit Conthinder - 2021 (Jän): Bryan Balsiger mit Everest v't Hof van Eversem Z |

#### Finale High Fly Tour
Im Rahmen der Amadeus Horse Indoors fand das Finale der High Fly Tour statt. Hierbei handelte es sich um eine Serie von Mächtigkeitsspringprüfungen über mehrere Turniere in Österreich. Das Finale wurde am späten Freitagabend ausgetragen und war mit etwa 6000 € Preisgeld ausgestattet.
Sieger Mächtigkeitsspringen:
- 2006:  Martin Schäufler mit San Angelo,  Szabolcs Krucsó mit Pirano Presto,  Mathias Raisch mit La Boom und  Thomas Metzger mit Lambada
- 2007:  Thomas Metzger mit Lambada,  Philipp Schober mit Ladina B und  Toni Haßmann mit Collin
- 2008:  Jillian Terceira mit Chaka III
- 2009:  Thomas Gebath mit Cindarella und  Cassio Rivetti mit Rosa
- 2010:  Maximilian Schmid mit Los del Rio
- 2011:  Antonio Mariñas Soto mit Beaujoulaix van het Uilenhof
- 2012:  Robert Whitaker mit Cisero und  Jan Frederic Wömpner mit Lady Weingart
- 2013:  Niels von Hirschheydt mit Condor,  Thomas Kleis mit Quick Vainqueur und  William James Passy mit Elliot
- 2014:  Kristaps Neretnieks mit Continue,  Max-Hilmar Borchert mit Cuba Libre und  Andre Plath mit Chacco
- 2015:  Kai Wörtge mit Will Be Especiale
- 2016:  Alena Gasperl mit Allman,  Stefanie Hirnböck mit Cuba Libre und  Christian Schranz mit Quantus
- 2017:  Alena Gasperl mit Allman
- 2018:  Alena Gasperl mit Allman und  Christoph Gaillinger mit Coco H

Gesamtsieger High Fly Tour:
- 2008:  Thomas Gebath mit Cindarella
- 2009:  Denis Evertse mit Pegasus
- 2010:  Maximilian Schmid mit Los del Rio
- 2011:  Maximilian Schmid mit Los del Rio
- 2012:  Josef Konlechner mit Lance Missile
- 2013:  Thomas Kleis mit Quick Vainqueur
- 2014:  Max-Hilmar Borchert mit Cuba Libre
- 2015:  Maximilian Schmid mit Vainqueur

#### Großer Preis
Höhepunkt der Springprüfungen bei den Amadeus Horse Indoors ist der Große Preis des CSI 5*, der Pappas Amadeus Horse Indoors Grand Prix. Dieser findet am Sonntagnachmittag statt und war im Jahr 2011 mit rund 100.000 € dotiert. Im ersten Jahr der Amadeus Horse Indoors war diese Prüfung mit einem Preisgeld von 22.000 € ausgestattet.
Sieger:
| - 2006: Thomas Frühmann mit The Sixth Sense - 2007: Markus Renzel mit Conally - 2008: Franz-Josef Dahlmann mit Calanda - 2009: Christian Fries mit Lanco - 2010: Steve Guerdat mit Ferrari VI - 2011: Taizo Sugitani mit Avenzio - 2012: Maikel van der Vleuten mit Verdi - 2013: Paul Estermann mit Castlefield Eclipse - 2014: Amy Graham mit Bella Baloubet - 2015: Romain Duguet mit Otello du Soleil |  |  | - 2016: Gianni Govoni mit Antonio - 2017: Gerco Schröder mit London - 2018: Tobias Meyer mit Queentina - 2019: Andrew Kocher mit Squirt Gun - 2021 (Jän): Jos Verlooy mit Varoune |

### Voltigieren
Die Voltigierprüfungen finden überwiegend in der Voltige-Arena im Messezentrum statt. Einzelne bedeutende Prüfungen, so etwa die Weltcupküren, werden in der Salzburgarena ausgetragen.

#### Weltcup-Küren
Die Weltcupprüfung, die seit 2010 in Salzburg ausgetragen wird, besteht aus jeweils zwei Küren, nach Geschlechtern der Athleten getrennt. Die zweiten Kürprüfungen finden am Sonntag nach dem Großen Preis der Springreiter statt. Bereits 2009 wurde eine entsprechende Prüfung durchgeführt. Im Jahr 2013 wurde der Voltigierweltcup um eine Pas de Deux-Tour ergänzt.
Da im Winter 2019/2020 keine Voltigier-Weltczp durchgeführt wurde, waren die Hauptvoltigierprüfungen in Salzburg als CVI 3* ausgeschrieben.
Sieger Damen:
- 2009:  Jasmin Gipperich mit Apollo, Longenführer: Klaus Heidacher (7,897 Punkte)
- 2010:  Simone Jäiser mit Luk, Longenführerin: Rita Blieske (8,493 Punkte)
- 2011:  Joanne Eccles mit Bentley, Longenführer: John Eccles (8,693 Punkte)
- 2012:  Anna Cavallaro mit Harley, Longenführer: Nelson Vidoni (8,785 Punkte)
- 2013:  Anna Cavallaro mit Harley, Longenführer: Nelson Vidoni (8,504 Punkte)
- 2014:  Lisa Wild mit Robin, Longenführerin: Nina Rossin (8,910 Punkte)
- 2015:  Anna Cavallaro mit Harley, Longenführer: Nelson Vidoni (8,373 Punkte)
- 2016:  Anna Cavallaro mit Monaco Franze, Longenführer: Nelson Vidoni (8,499 Punkte)
- 2017:  Nadja Büttiker mit Keep Cool III, Longenführerin: Monika Winkler-Bischofberger (8,486 Punkte)
- 2018:  Nadja Büttiker mit Keep Cool III, Longenführerin: Nienke de Wolff (8,457 Punkte)
- 2019:  Greta Germignani mit Filon, Longenführer: Kevine Moneuse (6,726 Punkte)

Sieger Herren:
- 2009:  Kai Vorberg mit Sir Bernhard RS von der Wintermühle, Longenführerin: Kirsten Graf (7,798 Punkte)
- 2010:  Patric Looser mit Rossini RS von der Wintermühle, Longenführerin: Ines Nawroth (8,460 Punkte)
- 2011:  Patric Looser mit Rossini RS von der Wintermühle, Longenführerin: Alexandra Knauf (9,086 Punkte)
- 2012:  Lukas Klouda mit Radix SB, Longenführerin: Maria Imhäuser (8,489 Punkte)
- 2013:  Nicolas Andréani mit Le Grand Chevalier, Longenführerin: Eva Maria Kreiner (8,596 Punkte)
- 2014:  Nicolas Andréani mit Ramazotti, Longenführerin: Elke Schelp-Lensing (8,973 Punkte)
- 2015:  Jannis Drewell mit Lago Maggiore, Longenführerin: Simone Drewell (8,509 Punkte)
- 2016:  Lukas Heppler mit Ramazotti, Longenführerin: Melanie Neubauer (8,541 Punkte)
- 2017:  Jannis Drewell mit Feliciano, Longenführer: Lars Hansen (8,827 Punkte)
- 2018:  Lorenzo Lupacchini mit Rosenstolz, Longenführerin: Laura Carnabuci (8,424 Punkte)
- 2019:  Lorenzo Lupacchini mit Rosenstolz, Longenführerin: Laura Carnabuci (7,749 Punkte)

Sieger Pas de Deux:
- 2013:  Jasmin Lindner und Lukas Wacha mit Famous Face, Longenführerin: Veronika Greisberger (8,868 Punkte)
- 2014:  Evelyn Freund und Stefanie Millinger mit Robin, Longenführerin: Nina Rossin (9,127 Punkte)
- 2015:  Erika di Forti und Lorenzo Lupacchini mit Little Louis, Longenführerin: Marcella Hoffmann (7,930 Punkte)
- 2016:  Silvia Stopazzini und Lorenzo Lupacchini mit Rosenstolz, Longenführerin: Laura Carnabuci (8,175 Punkte)
- 2017:  Elisabeth Kuss und Ruth Viehauser mit Vigaro, Longenführerin: Stefanie Nussmueller (6,961 Punkte)
- 2018:  Theresa-Sophie Bresch und Torben Jacobs mit Danny Boy OLD, Longenführer: Patric Looser (8,690 Punkte)
- 2019:  Yvonne Oettl und Marlene Drack mit Little Louis, Longenführerin: Marcela Hoffmann (7,038 Punkte)

### Vielseitigkeit
Seit dem Jahr 2013 wird im Rahmen der Amadeus Horse Indoors eine Hallenvielseitigkeit durchgeführt. Es handelt sich hierbei um eine national ausgeschriebene Zeitspringprüfung. Neben einzelnen normalen Springhindernissen besteht der Parcours überwiegend aus Vielseitigkeitshindernissen wie einem Wasserdurchritt, einem „Eulenloch“ und heckenartigen Hindernissen.
Besonderheit der Salzburger Hallenvielseitigkeit ist, dass diese über drei Hallen hinweg durchgeführt (Start und Ziel in der Salzburgarena). Hierbei wird die Zeit nur innerhalb der Hallen gemessen, die Wegzeiten zwischen Salzburgarena und Messehallen geht nicht in das Ergebnis ein. Die Prüfung ist mit 15.000 Euro dotiert.
Sieger:
- 2013:  Sara Algotsson-Ostholt mit Anolanda
- 2014:  Michael Jung mit Rocana
- 2015:  Freya Füllgraebe mit Oje Oje
- 2016:  Harald Ambros mit Lexikon
- 2017:  Charlotte Dobretsberger mit Vally K
- 2018:  Fabian Held mit Santiago
- 2019:  Calvin Böckmann mit Crunchip M